# Harold Boyd Woodruff
Harold Boyd Woodruff, genannt Boyd Woodruff (* 22. Juli 1917 in Bridgeton, New Jersey; † 19. Januar 2017 in Watchung, New Jersey), war ein US-amerikanischer Mikrobiologe.
Woodruff stammte aus einer Familie von Landwirten, die während der Großen Depression zur Aufgabe gezwungen wurden. Die Familie zog in dieser Zeit vorübergehend nach Buffalo (New York), Virginia und Florida (seine Mutter war anfällig für Lungenkrankheiten in den Wintermonaten), bevor sie nach New Jersey (Hopewill Township) zurückkehrte. Woodruff studierte an der Rutgers University (Bachelor-Abschluss 1939), an der er 1942 in Mikrobiologie bei Selman Waksman promoviert wurde und an der New Jersey Agricultural Experimental Station forschte. In der Dissertation untersuchte er Mikroorganismen im Boden und entdeckte die Antibiotika Actinomycin und Streptothricin. Davon angeregt entdeckte ein weiterer Mitarbeiter von Waksman, Albert Schatz, Streptomycin. Woodruff klagte gegen Schatz und Waksman erfolgreich auf Anteile an dieser Entdeckung und erhielt zwei Prozent der Erlöse, woraus er ein Stipendium für Studenten der Mikrobiologie der Rutgers University finanzierte. Woodruff verbrachte seine Karriere ab 1942 bei Merck & Co., wo er während des Zweiten Weltkriegs an der Umsetzung der Massenproduktion von Penicillin beteiligt war. 1949 wurde er stellvertretender Direktor und 1957 Direktor der Abteilung Mikrobiologie, 1969 bis 1973 Executive Director of Biological Sciences und 1973 bis 1982 war er Executive Administrator der Forschungslaboratorien von Merck Sharp & Dohme in Japan wurde. Er leitete die industrielle Produktion von verschiedenen Antibiotika, Vitamin B 12 (Cyanocobalamin), Vitamin C, Riboflavin, einem Impfstoff gegen Lungenentzündung, einer Chemotherapie gegen Nephroblastom (Wilms Tumor) und Avermectinen (Ivermectin, eingesetzt gegen Flussblindheit).
Seine Entdeckung von Antibiotika bei Mikroorganismen im Boden in den 1940er Jahren war ein großer Durchbruch in der Antibiotika-Forschung. Sie führte zu Streptomycin (wofür Waksman den Nobelpreis erhielt), das gegen viele Keime wirksam war, die nicht auf Penicillin ansprachen (zum Beispiel bei Tuberkulose, Typhus, Pest).
2011 erhielt er den NAS Award for the Industrial Application of Science für verschiedene Antibiotika, Vitamin B 12 und die Avermectine. Er war Mitglied der National Academy of Sciences und der American Association for the Advancement of Science. 1973 erhielt er den Charles Thom Award der Society of Industrial Microbiology.
1942 heiratete er Jeanette Whitner (1920–2015) und bekam mit ihr zwei Söhne. Mit seiner Frau gründete er nach seiner Pensionierung 1982 die Firma Soil Microbiology Associates.
Er war Gründungsdirektor der Zeitschrift Applied Microbiology. Das Bakterium Seleniivibrio woodruffii, gewonnen aus Abwässern in New Jersey, ist ihm zu Ehren benannt.